# Сейид Хасан-паша
Сейид Хасан-паша (тур. Seyyid Hasan Paşa; 1679 — декабрь 1748) — османский государственный и военный деятель, великий визирь Османской империи (4 октября 1742 — 10 августа 1746).

## Биография
По национальности — турок. Родился в Шебинкарахисаре (сейчас — район Решадие, провинция Токат, Турция). Он служил в янычарском корпусе в Стамбуле. После нескольких повышений он был назначен агой янычар, самым высоким чином в османской армии, в 1739 году. В том же 1739 году он участвовал в сражении против австрийцев при Гроцке, где он отличился как способный командир.
4 октября 1742 года Сеид Хасан-паша был назначен великим визирем Османской империи. Хотя он провел почти четыре года в этой должности, он не был успешным в гражданской администрации, и он был уволен султаном 10 августа 1746 года. Однако, как и многие бывшие великие визири, он продолжал оставаться губернатором в ряде провинций Османской империи. Он стал губернатором острова Родос (ныне Греция), Ичела (современная провинция Мерсин, Турция) и Диярбакыра. Скончался в 1748 году в Диярбакыре.
Его сын, Сейид Абдулла-паша (? — 1761), также занимал пост великого визиря Османской империи в 1747—1750 годах.